# Bahnstrecke Köln–Duisburg
| Stammstrecke Köln–Minden in Dunkelrot | |                                           |                                           |
| Streckennummer (DB): | 2650 (Fernbahn) 2400, 2407, 2413, 2670 (S-Bahn) 2310, 2317 (Ortsgleise in DU) 2411 (Güterumfahrung D Hbf) |                                           |                                           |
| Kursbuchstrecke (DB): | 415 (Fernbahn) 450.1, 450.6, 450.11 (S-Bahn)                                                              |                                           |                                           |
| Kursbuchstrecke: | 227 (Duisburg Hbf – Düsseldorf Hbf 1946) 227, 228 (Köln-Mülheim – Köln-Deutz 1946)                        |                                           |                                           |
| Streckenlänge: | 64 km |                                           |                                           |
| Spurweite: | 1435 mm (Normalspur)                                                                                      |                                           |                                           |
| Streckenklasse: | D4 |                                           |                                           |
| Stromsystem: | 15 kV 16,7 Hz ~                                                                                           |                                           |                                           |
| Streckengeschwindigkeit: | 200 km/h                                                                                                  |                                           |                                           |
| Zweigleisigkeit: | durchgehend (siehe Anzahl der Gleise)                                                                     |                                           |                                           |
| | |                                           |                                           |
| \| \| \| Hauptstrecke von Essen \| \| \| \| \| Stammstrecke von Oberhausen \| \| \| \| 67,1 \| Kaiserberg (Abzw) \| Kaiserberg (Abzw) \| \| \| 63,1 \| Duisburg Hbf \| Duisburg Hbf \| \| \| \| Strecke nach Krefeld \| \| \| \| \| Strecke Krefeld–Mülheim \| \| \| \| \| Strecke nach Duisburg-Wedau \| \| \| \| 60,0 \| Duisburg Schlenk \| Duisburg Schlenk \| \| \| \| (bis hier reiner Richtungsbetrieb) \| \| \| \| 57,8 \| Duisburg-Buchholz \| Duisburg-Buchholz \| \| \| 55,8 \| Duisburg-Großenbaum \| Duisburg-Großenbaum \| \| \| \| (ab hier reiner Linienbetrieb) \| \| \| \| 53,8 \| Duisburg-Rahm \| Duisburg-Rahm \| \| \| 52,1 \| Angermund \| Angermund \| \| \| 49,2 \| Kalkum \| Kalkum \| \| \| \| Flughafentunnel (Landebahn kreuzt) \| \| \| \| 47,7 \| Düsseldorf Flughafen \| Düsseldorf Flughafen \| \| \| 47,1 \| D-Unterrath Karthäuser Weg (Abzw) \| D-Unterrath Karthäuser Weg (Abzw) \| \| \| \| (niveaugleiche Ausfädelung) \| \| \| \| \| Strecke zum Terminalbahnhof \| \| \| \| \| Strecke vom Terminalbahnhof \| \| \| \| 46,0 \| Düsseldorf-Unterrath \| Düsseldorf-Unterrath \| \| \| 44,4 \| Präsident Loewel (Abzw) \| Präsident Loewel (Abzw) \| \| \| 44,4 \| zur Güterumgehungsbahn \| zur Güterumgehungsbahn \| \| \| \| zur GUB ↔ von Düsseldorf-Rath \| \| \| \| \| Ruhrtalbahn von Ratingen \| \| \| \| \| Düsseldorf-Derendorf Dp (Abzw) \| \| \| \| 43,1 \| Heinrich (Abzw) \| Heinrich (Abzw) \| \| \| \| zur Güterumgehungsbahn \| \| \| \| 42,7 \| Düsseldorf-Derendorf \| Düsseldorf-Derendorf \| \| \| (41,4) \| Düsseldorf Zoo \| Düsseldorf Zoo \| \| \| \| von GUB ↔ nach Rethel bzw. Dora \| \| \| \| \| von Güterumgehungsbahn \| \| \| \| 40,8 \| Rethel (Abzw) \| Rethel (Abzw) \| \| \| 40,6 \| Düsseldorf Wehrhahn \| Düsseldorf Wehrhahn \| \| \| \| ehem. Strecke Düsseldorf RhE ↔ Dora \| \| \| \| \| ehem. Güterumgehungsbahn \| \| \| \| \| Strecke von Wuppertal \| \| \| \| \| S-Bahn-Strecke von Mettmann/Wuppertal \| \| \| \| \| von Güterumgehungsbahn \| \| \| \| 40,4 \| Düsseldorf Hbf Nordkopf \| Düsseldorf Hbf Nordkopf \| \| \| 39,5 \| Düsseldorf Hbf \| Düsseldorf Hbf \| \| \| \| Strecke nach Neuss \| \| \| \| \| S-Bahn-Strecke nach Neuss \| \| \| \| \| \| \| \| \| 39,438,1 \| Kilometersprung \| Kilometersprung \| \| \| \| \| \| \| \| 37,1 \| Düsseldorf Volksgarten \| Düsseldorf Volksgarten \| \| \| 36,4 \| Emma (Abzw) \| Emma (Abzw) \| \| \| \| Düsseldorf Abstellbf \| \| \| \| 36,0 \| Wersten (Abzw) \| Wersten (Abzw) \| \| \| 35,8 \| Düsseldorf-Oberbilk \| Düsseldorf-Oberbilk \| \| \| \| Düsseldorf-Oberbilk (Abzw) \| \| \| \| \| Güterumgehungsbahn \| \| \| \| 34,4 \| Berg (Abzw) \| Berg (Abzw) \| \| \| \| zur Güterstrecke nach Troisdorf \| \| \| \| \| S-Bahnstrecke nach Solingen \| \| \| \| 33,5 \| Düsseldorf-Eller Süd \| Düsseldorf-Eller Süd \| \| \| 31,7 \| Düsseldorf-Reisholz Rn \| Düsseldorf-Reisholz Rn \| \| \| 31,0 \| Düsseldorf-Reisholz Hp \| Düsseldorf-Reisholz Hp \| \| \| 30,9 \| Düsseldorf-Reisholz Rgf/Bhf \| Düsseldorf-Reisholz Rgf/Bhf \| \| \| 30,4 \| Düsseldorf-Reisholz Abzw \| Düsseldorf-Reisholz Abzw \| \| \| 28,5 \| Düsseldorf-Benrath \| Düsseldorf-Benrath \| \| \| 26,0 \| Düsseldorf-Garath \| Düsseldorf-Garath \| \| \| 24,7 \| Düsseldorf-Hellerhof \| Düsseldorf-Hellerhof \| \| \| 22,7 \| Langenfeld-Berghausen \| Langenfeld-Berghausen \| \| \| 20,7 \| Langenfeld (Rheinl) S-Bahn \| Langenfeld (Rheinl) S-Bahn \| \| \| \| Anschlussstrecke vom Übergabebahnhof \| \| \| \| 19,5 \| Langenfeld (Rheinl) \| Langenfeld (Rheinl) \| \| \| 16,6 \| Leverkusen-Rheindorf (Üst) \| Leverkusen-Rheindorf (Üst) \| \| \| 16,1 \| Leverkusen-Rheindorf (Hp) \| Leverkusen-Rheindorf (Hp) \| \| \| 13,3 \| Leverkusen-Küppersteg Hp \| Leverkusen-Küppersteg Hp \| \| \| 12,4 \| Leverkusen-Küppersteg Üst \| Leverkusen-Küppersteg Üst \| \| \| 12,9 \| Leverkusen-Küppersteg \| Leverkusen-Küppersteg \| \| \| 11,7 \| Leverkusen Mitte \| Leverkusen Mitte \| \| \| 10,7 \| Leverkusen-Wiesdorf \| Leverkusen-Wiesdorf \| \| \| 9,4 \| Leverkusen Chempark (Hp & Üst) \| Leverkusen Chempark (Hp & Üst) \| \| \| \| \| \| \| \| 7,6+000,07,4+806,3 \| Kilometrierungssprung \| Kilometrierungssprung \| \| \| \| \| \| \| \| \| \| \| \| \| 7,6+0000,07,4+2263,6 \| Kilometrierungssprung \| Kilometrierungssprung \| \| \| \| \| \| \| \| 7,5+1587 \| Köln-Stammheim \| Köln-Stammheim \| \| \| \| (ehem. Trasse bis 1909) \| \| \| \| \| \| \| \| \| 6,8+000,06,6+531,9 \| Kilometrierungssprung \| Kilometrierungssprung \| \| \| \| \| \| \| \| 6,7+263 \| Köln Bruder-Klaus-Siedlung (Abzw) \| Köln Bruder-Klaus-Siedlung (Abzw) \| \| \| \| Strecke von Solingen \| \| \| \| 6,0 \| Köln-Mülheim Berliner Str. (Abzw) \| Köln-Mülheim Berliner Str. (Abzw) \| \| \| \| zur Güterstrecke nach Köln-Mülheim \| \| \| \| \| Strecke von Bergisch Gladbach \| \| \| \| 3,8 \| Köln-Mülheim (ehem. Mülheim RhE) \| Köln-Mülheim (ehem. Mülheim RhE) \| \| \| 3,5 \| Mülheim (Rhein) CME/BME \| Mülheim (Rhein) CME/BME \| \| \| \| Strecke nach Köln-Deutz (tief) \| \| \| \| (2,7) \| Köln-Buchforst \| Köln-Buchforst \| \| \| \| (ehem. Trasse bis 1909) \| \| \| \| \| Köln Zoobrücke Wendeanlage (Abzw) \| \| \| \| \| Köln Posthof (Abzw) Strecke von Overath \| \| \| \| \| von Siegstrecke, Rechte Rheinstrecke, SFS \| \| \| \| 0,0 \| Köln Messe/Deutz (Turmbahnhof) \| Köln Messe/Deutz (Turmbahnhof) \| \| \| \| Hohenzollernbrücke \| \| \| \| \| Köln Hbf \| \| \| \| \| zur Linksniederrheinischen Strecke, \| \| \| \| \| … Strecke nach Aachen, Linke Rheinstrecke \| \| \| \| \| \| \| \| Quellen: [1][2] \| \| \| \| | |                                           |                                           |
| Strecke · Strecke | | Hauptstrecke von Essen                    | Hauptstrecke von Essen                    |
| Strecke von rechts · Strecke · Strecke | | Stammstrecke von Oberhausen               | Stammstrecke von Oberhausen               |
| Abzweig geradeaus und nach links · Kreuzung geradeaus unten · Abzweig geradeaus und von rechts | 67,1 | Kaiserberg (Abzw)                         | Kaiserberg (Abzw)                         |
| Bahnhof · Bahnhof mit S-Bahn-Halt · Bahnhof | 63,1 | Duisburg Hbf                              | Duisburg Hbf                              |
| Abzweig geradeaus und nach rechts · Strecke · Strecke | | Strecke nach Krefeld                      | Strecke nach Krefeld                      |
| Kreuzung geradeaus unten · Kreuzung geradeaus unten · Kreuzung geradeaus unten | | Strecke Krefeld–Mülheim                   | Strecke Krefeld–Mülheim                   |
| Abzweig geradeaus und nach links · Kreuzung geradeaus oben · Kreuzung geradeaus oben | | Strecke nach Duisburg-Wedau               | Strecke nach Duisburg-Wedau               |
| Strecke · S-Bahn-Halt · Strecke | 60,0 | Duisburg Schlenk                          | Duisburg Schlenk                          |
| Abzweig geradeaus und nach links · Kreuzung geradeaus oben · Abzweig geradeaus und von rechts | | (bis hier reiner Richtungsbetrieb)        | (bis hier reiner Richtungsbetrieb)        |
| Strecke · S-Bahn-Halt · Strecke | 57,8 | Duisburg-Buchholz                         | Duisburg-Buchholz                         |
| Dienststation / Betriebs- oder Güterbahnhof · S-Bahnhof · Dienststation / Betriebs- oder Güterbahnhof | 55,8 | Duisburg-Großenbaum                       | Duisburg-Großenbaum                       |
| Verschwenkung nach links · Verschwenkung nach rechts · Verschwenkung nach rechts | | (ab hier reiner Linienbetrieb)            | (ab hier reiner Linienbetrieb)            |
| S-Bahn-Halt · Strecke | 53,8 | Duisburg-Rahm                             | Duisburg-Rahm                             |
| S-Bahn-Halt · ehemaliger Haltepunkt / Haltestelle | 52,1 | Angermund                                 | Angermund                                 |
| ehemaliger Bahnhof · ehemaliger Bahnhof | 49,2 | Kalkum                                    | Kalkum                                    |
| Tunnel · Tunnel | | Flughafentunnel (Landebahn kreuzt)        | Flughafentunnel (Landebahn kreuzt)        |
| Bahnhof | 47,7 | Düsseldorf Flughafen                      | Düsseldorf Flughafen                      |
| Blockstelle · Strecke | 47,1 | D-Unterrath Karthäuser Weg (Abzw)         | D-Unterrath Karthäuser Weg (Abzw)         |
| Verschwenkung von links · Verschwenkung von rechts · Verschwenkung von rechts | | (niveaugleiche Ausfädelung)               | (niveaugleiche Ausfädelung)               |
| Abzweig geradeaus und nach rechts · Strecke · Strecke | | Strecke zum Terminalbahnhof               | Strecke zum Terminalbahnhof               |
| Kreuzung geradeaus oben · Abzweig geradeaus und von rechts · Strecke | | Strecke vom Terminalbahnhof               | Strecke vom Terminalbahnhof               |
| Dienststation / Betriebs- oder Güterbahnhof · S-Bahnhof · ehemaliger Bahnhof | 46,0 | Düsseldorf-Unterrath                      | Düsseldorf-Unterrath                      |
| Blockstelle · Strecke · Strecke | 44,4 | Präsident Loewel (Abzw)                   | Präsident Loewel (Abzw)                   |
| Abzweig geradeaus und nach rechts · Strecke · Strecke | 44,4 | zur Güterumgehungsbahn                    | zur Güterumgehungsbahn                    |
| Kreuzung geradeaus unten · Kreuzung geradeaus unten · Kreuzung geradeaus unten | | zur GUB ↔ von Düsseldorf-Rath             | zur GUB ↔ von Düsseldorf-Rath             |
| Strecke · Abzweig geradeaus und von links · Kreuzung geradeaus unten | | Ruhrtalbahn von Ratingen                  | Ruhrtalbahn von Ratingen                  |
| Strecke · Blockstelle · Strecke | | Düsseldorf-Derendorf Dp (Abzw)            | Düsseldorf-Derendorf Dp (Abzw)            |
| Blockstelle · Strecke · Strecke | 43,1 | Heinrich (Abzw)                           | Heinrich (Abzw)                           |
| Abzweig geradeaus und nach rechts · Strecke · Strecke | | zur Güterumgehungsbahn                    | zur Güterumgehungsbahn                    |
| Strecke · S-Bahn-Halt · ehemaliger Bahnhof | 42,7 | Düsseldorf-Derendorf                      | Düsseldorf-Derendorf                      |
| Strecke · S-Bahn-Halt · Strecke | (41,4) | Düsseldorf Zoo                            | Düsseldorf Zoo                            |
| Kreuzung geradeaus oben · Kreuzung geradeaus oben · Kreuzung geradeaus oben | | von GUB ↔ nach Rethel bzw. Dora           | von GUB ↔ nach Rethel bzw. Dora           |
| Strecke · Strecke · Abzweig geradeaus und von links | | von Güterumgehungsbahn                    | von Güterumgehungsbahn                    |
| Strecke · Strecke · Blockstelle | 40,8 | Rethel (Abzw)                             | Rethel (Abzw)                             |
| Strecke · S-Bahnhof · ehemaliger Bahnhof | 40,6 | Düsseldorf Wehrhahn                       | Düsseldorf Wehrhahn                       |
| Kreuzung geradeaus oben (Querstrecke außer Betrieb) · Kreuzung geradeaus oben (Querstrecke außer Betrieb) · Kreuzung geradeaus oben (Querstrecke außer Betrieb) | | ehem. Strecke Düsseldorf RhE ↔ Dora       | ehem. Strecke Düsseldorf RhE ↔ Dora       |
| Kreuzung geradeaus oben (Querstrecke außer Betrieb) · Kreuzung geradeaus oben (Querstrecke außer Betrieb) · Kreuzung geradeaus oben (Querstrecke außer Betrieb) | | ehem. Güterumgehungsbahn                  | ehem. Güterumgehungsbahn                  |
| Abzweig geradeaus und von links · Kreuzung geradeaus unten · Kreuzung geradeaus unten | | Strecke von Wuppertal                     | Strecke von Wuppertal                     |
| Strecke · Abzweig geradeaus und von links · Kreuzung geradeaus unten | | S-Bahn-Strecke von Mettmann/Wuppertal     | S-Bahn-Strecke von Mettmann/Wuppertal     |
| Abzweig geradeaus und von rechts · Strecke · Strecke | | von Güterumgehungsbahn                    | von Güterumgehungsbahn                    |
| Blockstelle · Strecke · Strecke | 40,4 | Düsseldorf Hbf Nordkopf                   | Düsseldorf Hbf Nordkopf                   |
| Bahnhof · S-Bahnhof · Bahnhof | 39,5 | Düsseldorf Hbf                            | Düsseldorf Hbf                            |
| Abzweig geradeaus und nach rechts · Strecke · Strecke | | Strecke nach Neuss                        | Strecke nach Neuss                        |
| Kreuzung geradeaus oben · Abzweig geradeaus und nach rechts · Verschwenkung nach links | | S-Bahn-Strecke nach Neuss                 | S-Bahn-Strecke nach Neuss                 |
| | |                                           |                                           |
| Verschwenkung von links · Verschwenkung von rechts · Verschwenkung von rechts · Kilometer-Wechsel | 39,438,1                                                                                                  | Kilometersprung                           | Kilometersprung                           |
| | |                                           |                                           |
| Strecke · Strecke · S-Bahn-Halt · Strecke | 37,1 | Düsseldorf Volksgarten                    | Düsseldorf Volksgarten                    |
| Abzweig geradeaus und von links · Kreuzung geradeaus oben · Kreuzung geradeaus oben · Abzweig geradeaus und nach rechts | 36,4 | Emma (Abzw)                               | Emma (Abzw)                               |
| Betriebs-/Güterbahnhof Streckenende · Strecke · Strecke · Strecke | | Düsseldorf Abstellbf                      | Düsseldorf Abstellbf                      |
| Abzweig geradeaus und nach links · Abzweig geradeaus und von rechts · Strecke | 36,0 | Wersten (Abzw)                            | Wersten (Abzw)                            |
| Strecke · S-Bahn-Halt · Strecke | 35,8 | Düsseldorf-Oberbilk                       | Düsseldorf-Oberbilk                       |
| Verschwenkung nach links · Verschwenkung nach rechts · Verschwenkung nach rechts | | Düsseldorf-Oberbilk (Abzw)                | Düsseldorf-Oberbilk (Abzw)                |
| Strecke von links · Kreuzung geradeaus oben · Kreuzung geradeaus oben | | Güterumgehungsbahn                        | Güterumgehungsbahn                        |
| Strecke · Strecke · Blockstelle | 34,4 | Berg (Abzw)                               | Berg (Abzw)                               |
| Strecke · Strecke · Abzweig geradeaus und nach links | | zur Güterstrecke nach Troisdorf           | zur Güterstrecke nach Troisdorf           |
| Strecke · Abzweig geradeaus und nach links · Kreuzung geradeaus unten | | S-Bahnstrecke nach Solingen               | S-Bahnstrecke nach Solingen               |
| Strecke · S-Bahn-Halt · Strecke | 33,5 | Düsseldorf-Eller Süd                      | Düsseldorf-Eller Süd                      |
| Dienststation / Betriebs- oder Güterbahnhof · Strecke · Strecke | 31,7 | Düsseldorf-Reisholz Rn                    | Düsseldorf-Reisholz Rn                    |
| Strecke · S-Bahn-Halt · Strecke | 31,0 | Düsseldorf-Reisholz Hp                    | Düsseldorf-Reisholz Hp                    |
| Dienststation / Betriebs- oder Güterbahnhof · Strecke · ehemaliger Bahnhof | 30,9 | Düsseldorf-Reisholz Rgf/Bhf               | Düsseldorf-Reisholz Rgf/Bhf               |
| Verschwenkung nach links · Verschwenkung nach links und nach rechts · Verschwenkung nach rechts | 30,4 | Düsseldorf-Reisholz Abzw                  | Düsseldorf-Reisholz Abzw                  |
| S-Bahn-Halt · Haltepunkt / Haltestelle | 28,5 | Düsseldorf-Benrath                        | Düsseldorf-Benrath                        |
| S-Bahn-Halt · Strecke | 26,0 | Düsseldorf-Garath                         | Düsseldorf-Garath                         |
| S-Bahn-Halt · Strecke | 24,7 | Düsseldorf-Hellerhof                      | Düsseldorf-Hellerhof                      |
| S-Bahn-Halt · Strecke | 22,7 | Langenfeld-Berghausen                     | Langenfeld-Berghausen                     |
| S-Bahnhof · Strecke | 20,7 | Langenfeld (Rheinl) S-Bahn                | Langenfeld (Rheinl) S-Bahn                |
| Abzweig geradeaus und von rechts · Strecke | | Anschlussstrecke vom Übergabebahnhof      | Anschlussstrecke vom Übergabebahnhof      |
| Dienststation / Betriebs- oder Güterbahnhof · Dienststation / Betriebs- oder Güterbahnhof | 19,5 | Langenfeld (Rheinl)                       | Langenfeld (Rheinl)                       |
| Überleitstelle / Spurwechsel · Strecke | 16,6 | Leverkusen-Rheindorf (Üst)                | Leverkusen-Rheindorf (Üst)                |
| S-Bahn-Halt · Strecke | 16,1 | Leverkusen-Rheindorf (Hp)                 | Leverkusen-Rheindorf (Hp)                 |
| S-Bahn-Halt · Strecke | 13,3 | Leverkusen-Küppersteg Hp                  | Leverkusen-Küppersteg Hp                  |
| Überleitstelle / Spurwechsel · Strecke | 12,4 | Leverkusen-Küppersteg Üst                 | Leverkusen-Küppersteg Üst                 |
| Strecke · Dienststation / Betriebs- oder Güterbahnhof | 12,9 | Leverkusen-Küppersteg                     | Leverkusen-Küppersteg                     |
| S-Bahn-Halt · Bahnhof | 11,7 | Leverkusen Mitte                          | Leverkusen Mitte                          |
| Strecke · ehemaliger Haltepunkt / Haltestelle | 10,7 | Leverkusen-Wiesdorf                       | Leverkusen-Wiesdorf                       |
| S-Bahn-Halt · Strecke | 9,4 | Leverkusen Chempark (Hp & Üst)            | Leverkusen Chempark (Hp & Üst)            |
| | |                                           |                                           |
| Strecke · Kilometer-Wechsel | 7,6+000,07,4+806,3                                                                                        | Kilometrierungssprung                     | Kilometrierungssprung                     |
| | |                                           |                                           |
| | |                                           |                                           |
| Kilometer-Wechsel · Strecke | 7,6+0000,07,4+2263,6                                                                                      | Kilometrierungssprung                     | Kilometrierungssprung                     |
| | |                                           |                                           |
| S-Bahn-Halt · Strecke | 7,5+1587                                                                                                  | Köln-Stammheim                            | Köln-Stammheim                            |
| Strecke von links (außer Betrieb) · Abzweig geradeaus und ehemals nach rechts · Strecke | | (ehem. Trasse bis 1909)                   | (ehem. Trasse bis 1909)                   |
| | |                                           |                                           |
| Strecke (außer Betrieb) · Strecke · Kilometer-Wechsel | 6,8+000,06,6+531,9                                                                                        | Kilometrierungssprung                     | Kilometrierungssprung                     |
| | |                                           |                                           |
| Strecke (außer Betrieb) · Strecke · Blockstelle | 6,7+263                                                                                                   | Köln Bruder-Klaus-Siedlung (Abzw)         | Köln Bruder-Klaus-Siedlung (Abzw)         |
| Abzweig geradeaus und von links (Strecke außer Betrieb) · Strecke · Abzweig geradeaus und von links | | Strecke von Solingen                      | Strecke von Solingen                      |
| Strecke (außer Betrieb) · Strecke · Blockstelle | 6,0 | Köln-Mülheim Berliner Str. (Abzw)         | Köln-Mülheim Berliner Str. (Abzw)         |
| Strecke (außer Betrieb) · Strecke · Abzweig geradeaus und nach links | | zur Güterstrecke nach Köln-Mülheim        | zur Güterstrecke nach Köln-Mülheim        |
| Strecke (außer Betrieb) · Strecke nach links · Kreuzung geradeaus unten · Abzweig von links und von rechts | | Strecke von Bergisch Gladbach             | Strecke von Bergisch Gladbach             |
| Strecke (außer Betrieb) · Bahnhof · S-Bahnhof | 3,8 | Köln-Mülheim (ehem. Mülheim RhE)          | Köln-Mülheim (ehem. Mülheim RhE)          |
| Bahnhof (Strecke außer Betrieb) · Strecke · Strecke | 3,5 | Mülheim (Rhein) CME/BME                   | Mülheim (Rhein) CME/BME                   |
| Abzweig geradeaus und nach rechts (Strecke außer Betrieb) · Abzweig geradeaus und nach rechts · Strecke | | Strecke nach Köln-Deutz (tief)            | Strecke nach Köln-Deutz (tief)            |
| Strecke (außer Betrieb) · Strecke · S-Bahn-Halt | (2,7) | Köln-Buchforst                            | Köln-Buchforst                            |
| Strecke nach links (außer Betrieb) · Strecke quer (außer Betrieb) · Abzweig geradeaus und ehemals von rechts · Strecke | | (ehem. Trasse bis 1909)                   | (ehem. Trasse bis 1909)                   |
| Strecke · Blockstelle | | Köln Zoobrücke Wendeanlage (Abzw)         | Köln Zoobrücke Wendeanlage (Abzw)         |
| Strecke von links · Kreuzung geradeaus unten · Abzweig quer und nach rechts | | Köln Posthof (Abzw) Strecke von Overath   | Köln Posthof (Abzw) Strecke von Overath   |
| Strecke · Abzweig geradeaus und von links · Abzweig quer und von links | | von Siegstrecke, Rechte Rheinstrecke, SFS | von Siegstrecke, Rechte Rheinstrecke, SFS |
| Strecke nach links · S-Bahn-Turmhaltepunkt geradeaus oben · Turmbahnhof geradeaus oben · Strecke nach rechts | 0,0 | Köln Messe/Deutz (Turmbahnhof)            | Köln Messe/Deutz (Turmbahnhof)            |
| Brücke über Wasserlauf · Brücke über Wasserlauf | | Hohenzollernbrücke                        | Hohenzollernbrücke                        |
| S-Bahnhof · Bahnhof | | Köln Hbf                                  | Köln Hbf                                  |
| Abzweig geradeaus und nach rechts · Abzweig geradeaus, nach links und nach rechts | | zur Linksniederrheinischen Strecke,       | zur Linksniederrheinischen Strecke,       |
| | | … Strecke nach Aachen, Linke Rheinstrecke |                                           |
| | |                                           |                                           |
| Quellen: | |                                           |                                           |

Die 64 Kilometer lange Bahnstrecke Köln–Duisburg ist eine der wichtigsten und am meisten befahrenen Eisenbahnstrecken in Deutschland. Sie ist die Hauptachse des Schienenpersonenfern- und -nahverkehrs zwischen Köln und dem Ruhrgebiet, u. a. befahren von Intercity-Express, Intercity, Regional-Express, Regionalbahn und S-Bahn.
Sie ist der älteste Teil der von der Köln-Mindener Eisenbahn-Gesellschaft (CME) gebauten Stammstrecke von Köln-Deutz nach Minden, nach der die Gesellschaft benannt wurde. Sie wurde in den Jahren 1845/46 eröffnet und seither mehrfach modernisiert und ausgebaut. Heute ist die Strecke (zum Teil verschmolzen mit Strecken anderer Eisenbahn-Gesellschaften) vier- bis sechsgleisig und auf ganzer Länge mit Oberleitungen versehen.

## Geschichte

Landkarte von ca. 1845

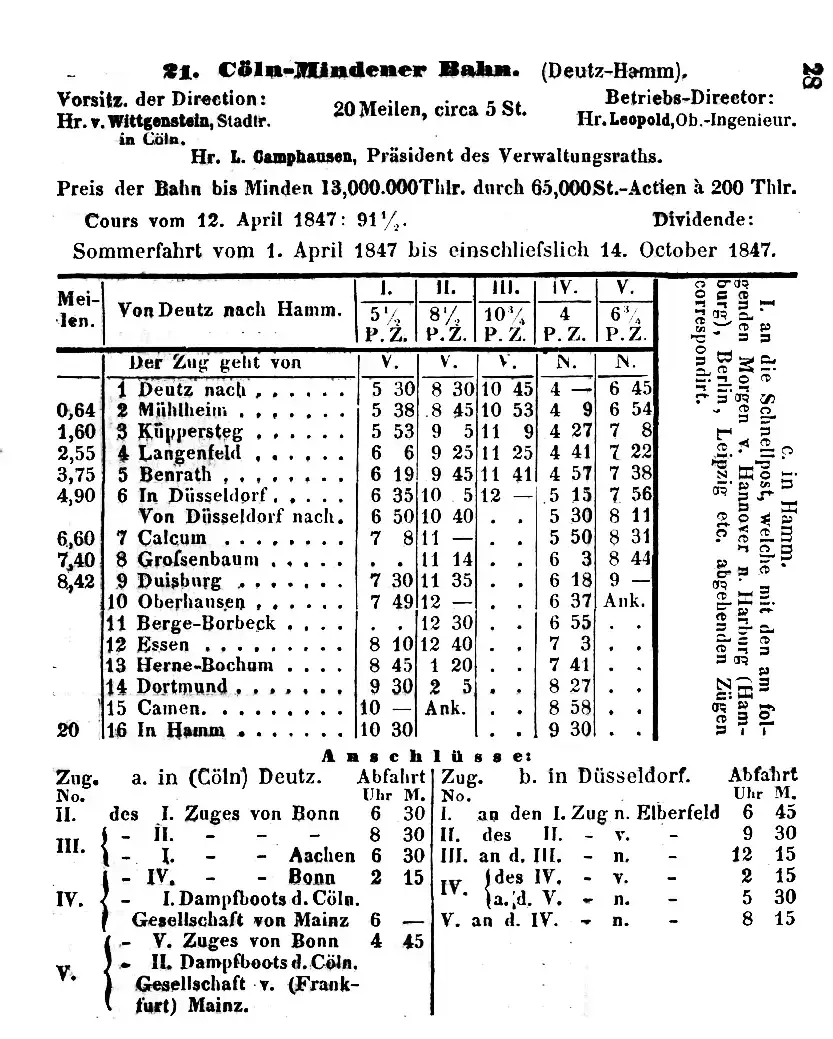
Fahrplan CME 1847

Nachdem sie am 18. Dezember 1843 die preußische Konzession für ihre namensgebende Strecke erhalten hatte, begann die CME im damaligen (Cöln-)Deutz mit dem Bau des ersten Teilstücks nach Düsseldorf, das sie am 20. Dezember 1845 eröffnen konnte.
Nur wenige Wochen später, am 9. Februar 1846, wurde bereits das zweite Teilstück nach Duisburg fertiggestellt. Vorläufiger Endpunkt war der am Ort des heutigen Duisburger Hauptbahnhofes gebaute Köln-Mindener Bahnhof, dem ersten von später drei Bahnhöfen an gleicher Stelle.
Mit dem nächsten Teilstück über Oberhausen, Altenessen, Gelsenkirchen, Wanne, Herne und Dortmund nach Hamm hatte man sich bewusst gegen eine Streckenführung in der Nähe der damaligen Kohlegruben am nördlichen Ufer der Ruhr und für die kostengünstigere, weil weniger hügelige und damit leichter zu verwirklichende Trasse entschieden. Trotzdem dauerte es noch weit über ein Jahr, bis am 15. Mai 1847 auch dieses Teilstück in Betrieb gehen konnte.
Noch im gleichen Jahr, am 15. Oktober 1847, wurde das letzte Teilstück bis Minden und damit die gesamte 263 Kilometer lange eingleisige Strecke fertiggestellt. Am selben Tag eröffneten die Königlich Hannöverschen Staatseisenbahnen ihre Bahnstrecke Hannover–Minden.
Die zunächst am rechten Rheinufer beginnende Strecke wurde am 3. Oktober 1859 mit der Einweihung der neugebauten Dombrücke in den Centralbahnhof der Rheinischen Eisenbahn-Gesellschaft (RhE) rückwärtig verlängert.
Mit Aufnahme des fahrplanmäßigen ICE-Verkehrs am 2. Juni 1991 wurde die zulässige Höchstgeschwindigkeit auf einem knapp 46 Kilometer langen Abschnitt der Strecke auf 200 km/h angehoben. Lediglich rund sieben Kilometer im Bahnhofsbereich von Duisburg sowie bis Köln-Mülheim waren davon ausgenommen.
Anfang 2018 wurde bekannt, dass für Teile der vorhandenen Strecke, unter anderem der zwischen Düsseldorf und Duisburg, weder die Deutsche Bahn noch Ministerien und das Eisenbahn-Bundesamt Planfeststellungsbescheide vorweisen können. Eine Anwohnerin klagte daraufhin vor dem Verwaltungsgericht Düsseldorf gegen die Bundesrepublik Deutschland, da es sich bei der Bahnstrecke um einen Schwarzbau handele. Am ersten Verhandlungstag stellte der Richter fest, dass die Strecke mit der Konzession vom 18. Dezember 1843 genehmigt worden sei und dass der Gesetzgeber davon ausgehe, dass für Strecken, die über 100 Jahre alt sind, eine Genehmigung grundsätzlich vorliege.

## Heutige Situation
Die Bahnstrecke Köln–Duisburg wurde seit ihrer Eröffnung gemäß ihrer stetig wachsenden Bedeutung immer weiter ausgebaut, modernisiert und auf ganzer Länge elektrifiziert.
Die Fernbahn wurde 2014 als „überlasteter Schienenweg“ eingestuft. 2015 wurde ein erster Plan zur Kapazitätserhöhung vorgelegt. Im Dezember 2021 wurde ein fortgeschriebener Entwurf veröffentlicht. Im Januar 2022 wurde die finale Version veröffentlicht.
Es war geplant, die Achse Hamm–Dortmund–Düsseldorf–Köln im Jahr 2027 zu „generalsanieren“. Aufgrund von Umplanungen wurde dies Mitte 2024 verschoben, ohne einen neuen Termin zu nennen.

### Anzahl der Gleise
Laut Verzeichnis örtlich zulässiger Geschwindigkeiten hat eine Strecke maximal zwei Gleise. Diese Bahnstrecke vereint allerdings auf einem Bahnkörper bis zu fünf verschiedene Strecken. Sehr ungewöhnlich ist dabei die für eine Hauptstrecke recht häufig wechselnde Anzahl der Gleise zwischen vier und acht:
Im Streckenabschnitt zwischen Köln Hauptbahnhof und Köln-Mülheim ist die Strecke siebengleisig im gemischten Richtungs- und Linienbetrieb. Es verlaufen von West nach Ost:
- das Richtungsgleis Duisburg → Köln-Deutz (Streckennummer 2658),
- das Richtungsgleis Wuppertal → Köln-Deutz (Streckennummer 2659),
- das Verbindungsgleis Köln-Deutz ↔ Köln-Mülheim Gbf (Streckennummer 2653, wird nördlich von Köln-Deutzerfeld niveaufrei auf die Ostseite überführt),
- der Abstellbahnhof Köln-Deutzerfeld,
- das Richtungsgleis Köln-Deutz → Duisburg (Streckennummer 2650),
- das Richtungsgleis Köln-Deutz → Wuppertal (Streckennummer 2652),
- die beiden S-Bahn-Gleise (Streckennummer 2670, auf separatem Gleiskörper).

Nördlich des Bahnhofs Köln-Mülheim zweigt die S-Bahnstrecke nach Bergisch Gladbach (Streckennummer 2663) niveaugleich aus der S-Bahnstrecke aus, die nun wiederum niveaufrei über alle anderen Strecken (inkl. der Strecke nach Bergisch Gladbach) auf die Westseite des Planums geführt wird. Ebenfalls niveaufrei kreuzen die Gütergleise von Köln-Mülheim (Streckennummern 2664 bzw. 2665) die Strecke nach Bergisch Gladbach und die Richtungsgleise der Fernbahn nach Norden, um dann in den Streckengleisen nach Duisburg (Streckennummer 2650) bzw. von Wuppertal (Streckennummer 2659) zu enden. An der Abzweigstelle Bruder-Klaus-Siedlung endet die Strecke 2658 und die Strecke 2650 wird zweigleisig.
Zwischen Köln-Mülheim und Langenfeld war die S-Bahn bis September 2023 abschnittsweise nur eingleisig (insgesamt drei Gleise), erst ab Langenfeld sind beide Strecken wieder zweigleisig (insgesamt vier Gleise). Mit Abschluss der Erweiterung am 24. September 2023 wurde der Engpass beseitigt.
Der an der Fernbahn gelegene Bahnsteig in Düsseldorf-Benrath ist Halt des NRW-Express und des Rhein-Express. Intercity und Intercity-Express fahren allerdings mit Geschwindigkeiten von bis zu 200 km/h am Bahnsteig vorbei.
Vom Abstellbahnhof in Düsseldorf-Oberbilk führen zwei zusätzliche Gleise rechts und links der S-Bahn zum Düsseldorfer Hauptbahnhof. Zusammen mit den Ortsgleisen befinden sich in diesem Teilstück somit acht Gleise im gemischten Linien- und Richtungsbetrieb. Dabei übernimmt die S-Bahn-Strecke ab Oberbilk die Nummer der S-Bahnstrecke nach Eller (2413), während die vorherige Streckennummer 2670 nun bis Düsseldorf-Unterrath die Ortsgleise ohne S-Bahn-Halt bezeichnet.
Der Düsseldorfer Hauptbahnhof wird streng im Linienbetrieb betrieben. Von West nach Ost halten
- die Züge der Regionalbahnstrecke Neuss–Wuppertal, sowie der RE 6 Rhein-Weser-Express Richtung Köln über Neuss und der in Düsseldorf beginnende bzw. endende RE 10 Niers-Express (Gleise 4–7),
- der RE 6 Richtung Minden (Westfalen), sowie die in Düsseldorf beginnenden bzw. endenden RE 2 Rhein-Haard-Express, RE 3 Rhein-Emscher-Express, RE 11 Rhein-Hellweg-Express und RE 19 Rhein-IJssel-Express (Gleise 9/10, letzteres ist das von Osten aus gesehen letzte Gleis mit direkter Zufahrt zum Abstellbahnhof in D-Reisholz),
- die S-Bahnen Köln–Essen, Solingen–Duisburg (Gleise 11/14) und Neuss–Mettmann/Wuppertal (Gleise 12/13),
- die Züge der Fernbahnstrecke Köln–Duisburg (Gleise 15–20).

Ab dem Düsseldorfer Hauptbahnhof bis zum nördlichen Ende des größtenteils stillgelegten Bahnhof Düsseldorf-Derendorf ist dieser Streckenabschnitt ebenfalls bis zu achtgleisig, der Personenverkehr allerdings im reinen Linienbetrieb. Es verlaufen von West nach Ost:
- die zwei-/eingleisige Güterstrecke Düsseldorf–Präsident Loewel (Strecke 2416),
- die ein-/zweigleisige Regionalstrecke vom bzw. zum westlichen Düsseldorfer Bahnhofsteil (2670),
- die zweigleisige S-Bahn-Strecke Düsseldorf–Duisburg (bis Unterrath Strecke 2400, dann 2407),
- die zweigleisige Fernbahnstrecke Köln–Duisburg (Strecke 2650),
- die eingleisige Güterstrecke Lierenfeld–Derendorf (Strecke 2410), diese unterquert nach der Abzweigstelle Rethel in Tunnellage die gesamten Gleisanlagen. Dieses Gleis bietet die einzige Möglichkeit, bis auf nur ein zu kreuzendes Gegengleis niveaufrei zwischen Fernbahnstrecke und Regionalstrecke zu wechseln.

An der Abzweigstelle Düsseldorf-Unterrath Karthäuser Weg kurz vor dem Fernbahnhof des Düsseldorfer Flughafens fädelt die S-Bahn-Strecke (2407) niveaugleich in die Regionalstrecke (2670, auch Ortsgleise genannt) ein. Die Verkehrsstation selber hat vier Gleise an drei Bahnsteigen, dazu gibt es zwei Durchfahrgleise der Fernbahnstrecke. Sie gliedert sich in den Bahnhof (an den Ferngleisen) und den Haltepunkt (an den Ortsgleisen) Düsseldorf-Flughafen, besteht also genau genommen aus zwei verschiedenen Betriebsstellen. Nach dem Flughafen-Bahnhof ist die Strecke weiter viergleisig im reinen Linienbetrieb, dabei werden die Bahnsteigsgleise der S-Bahn-Halte von den RE mit bis zu 160 km/h durchfahren.
Unmittelbar südlich des Bahnhofs Duisburg-Großenbaum wird die Regionalstrecke wieder viergleisig. Insgesamt ist die Strecke damit wieder sechsgleisig, hier nun wieder im gemischten Richtungs- und Linienbetrieb. Das Ortsgleis Richtung Süd wird dabei als (eingleisige) Strecke 2310 geführt, während das Ortsgleis Richtung Nord die Streckennummer 2317 trägt. Die S-Bahn-Gleise zwischen den beiden Ortsgleisen übernehmen die Streckennummer 2670.
Der Bahnhof Duisburg-Großenbaum selber hat seit der Einführung der RE und des ITF stark an Bedeutung verloren. Hielten hier früher neben Nahverkehrs- und Eilzügen auch vereinzelt Schnellzüge, so ist er heute nur noch eine Zwischenstation der S-Bahn, die Wendeanlage ist zwar noch vorhanden aber nicht mehr als solche nutzbar. Sie wurde auf einem etwa 70–80 Meter langen Teilstück neu gebaut, allerdings als reines Stumpfgleis in Kombination mit einer Schutzweiche. Das hat den Hintergrund, dass dort das Bahnsteiggleis in Richtung Düsseldorf direkt in die Regionalgleise übergeht, die im Normalfall mit 160 km/h befahren werden. Diese Strecke wird entsprechend geschützt.
Zwischen den Halten Duisburg-Buchholz und Schlenk kreuzt das südwärtige Gleis der Fernbahnstrecke niveaufrei die Ortsgleise und fädelt sich zwischen Streckengleis 2310 und der S-Bahn-Strecke (2670) ein. Gleichzeitig endet das Streckengleis 2317 im S-Bahngleis, somit ist die Strecke ab hier bis zum Duisburger Hauptbahnhof nunmehr fünfgleisig.
Nachdem die Bahnstrecke Osterath–Dortmund Süd der ehemaligen Rheinischen Eisenbahn-Gesellschaft unterquert wurde, fädeln sich Verbindungsstrecken zu ebendieser in das Gleisvorfeld des Duisburger Hauptbahnhofs ein. Dies sind zum einen die zweigleisige Verbindungsstrecke 2312 Richtung Rheinhausen, zum anderen die in diesem Bereich derzeit eingleisige Verbindungsstrecke 2326 Richtung Duisburg-Wedau zur Bahnstrecke Mülheim-Speldorf–Troisdorf. Aus den insgesamt acht Streckengleisen werden dort zwölf Bahnsteigsgleise, die im reinen Richtungsbetrieb angefahren werden – mit Ausnahme von Gleis 1 ganz im Westen:
- Gleis 1: Ausfahrt Richtung Süd-Ost (Duisburg-Wedau) und Richtung Nord-Ost (Oberhausen, RB 32),
- Gleise 2 bis 6: Ausfahrt Richtung Süd und Süd-West (Düsseldorf, Krefeld und Moers),
- Gleis 7: Durchfahrtsgleis ohne Bahnsteiganschluss,
- Gleise 8 bis 13: Ausfahrt Richtung Ost und Nord-Ost (Essen und Oberhausen).

Nördlich des Duisburger Hauptbahnhofes verläuft die Stammstrecke der CME weiter über Oberhausen nach Dortmund. Für den heutigen Personenverkehr wichtiger ist aber die nach Osten abbiegende Ruhrgebietsstrecke über Essen nach Dortmund der ehemaligen Bergisch-Märkischen Eisenbahn-Gesellschaft.

### Technik
Um die Fahrtzeit der Fernverkehrszüge von Köln über Duisburg nach Dortmund zu verkürzen, wurden die Fernbahngleise in den 1980er Jahren für 200 km/h ausgebaut und mit Ausnahme des Bereichs des Düsseldorfer Hauptbahnhofs mit Linienzugbeeinflussung (LZB) ausgestattet.
Durch die Fahrzeitverkürzung sind Züge von Köln nach Dortmund über Duisburg genauso schnell wie die über die kürzere, aber kurvenreichere Strecke via Wuppertal und Hagen. Dadurch ist es möglich, für jeweils zwei Fernverkehrszüge bahnsteiggleiche Korrespondenzanschlüsse in Köln und Dortmund herzustellen.
Der Streckenabschnitt zwischen Köln Messe/Deutz und Köln-Mülheim soll zukünftig mit Gleiswechselbetrieb ausgerüstet werden.

## Ausbau
Für den Rhein-Ruhr-Express werden zusätzliche Kapazitäten benötigt, daher wird diese Strecke ausgebaut. Dies geschieht in 11 Abschnitten. Zusätzlich wird der Güterverkehr über die S-Bahn geleitet.
- Abschnitt 1.1 zwischen Köln-Mülheim und Köln-Stammheim. Hier wurde der Gleisabstand und damit verbunden die Oberleitungsanlage angepasst und weitere Umbaumaßnahmen an Weichen und Signalanlagen durchgeführt. Diese Arbeiten wurden 2017 beendet.[12]
- Abschnitt 1.2 zwischen Leverkusen Chempark und Leverkusen-Küppersteg. Hier wurde ein weiteres Gleis für die S-Bahn verlegt, dafür wurde der S-Bahn-Bahnsteig des Bahnhofs Leverkusen Mitte zum Mittelbahnsteig umgebaut. Hier wurde auch ein elektronisches Stellwerk errichtet und damit die Signaltechnik der Strecke modernisiert.[13] Diese Arbeiten wurden bis September 2023 weitgehend abgeschlossen.[10]
- Abschnitt 1.3 zwischen Leverkusen-Rheindorf und Langenfeld-Berghausen. Hier wurde ebenfalls ein weiteres Gleis für die S-Bahn verlegt und ein elektronisches Stellwerk errichtet und damit die Signaltechnik der Strecke modernisiert. Diese Arbeiten liefen ab dem Jahr 2020.[14] Diese Arbeiten wurden bis September 2023 weitgehend abgeschlossen.[10]

Mit Abschluss der Arbeiten an den Abschnitten 1.2 und 1.3 ist die S-Bahn damit auch zwischen Köln-Mülheim und Langenfeld zweigleisig (insgesamt vier Gleise).
- Abschnitt 2.0 zwischen Düsseldorf-Hellerhof und Düsseldorf-Reisholz. Kurz vor dem Bahnhof Düsseldorf-Benrath werden die Fernbahn und der Rhein-Ruhr-Express getrennt. Für den Rhein-Ruhr-Express werden zwei neue Gleise errichtet (insgesamt gibt es hier zukünftig also sechs Gleise), diese verlaufen östlich der bestehenden Trasse. Dafür wird ein neuer Bahnsteig in Düsseldorf-Benrath errichtet. Südlich des Bahnhofs Düsseldorf-Reisholz wird die S-Bahn verlegt, damit ein Puffergleis für den Güterverkehr errichtet werden kann. Der Bahnhof Düsseldorf-Reisholz wird neugebaut. Am 16. Januar 2022 befand sich die Planfeststellung in Vorbereitung.[15]
- Abschnitt 2.1 zwischen Düsseldorf-Reisholz und Düsseldorf-Wehrhahn. Ab dem Bahnhof Düsseldorf-Reisholz bis zu Düsseldorf-Oberbilk werden die Gleise für den Rhein-Ruhr-Express westlich der bestehenden Trasse errichtet. Dabei wird ein bestehendes Gütergleis für den Rhein-Ruhr-Express umgenutzt, sodass nur ein zusätzliches Gleis errichtet werden muss. Ab Düsseldorf-Oberbilk wird der Rhein-Ruhr-Express über zwei bisher für die S-Bahn genutzte Gleise geleitet. Die Rampe der Linie S1 wird verkürzt, sodass sich die S1 und S6 zukünftig zwei Gleise teilen können. Der Düsseldorfer Hauptbahnhof wird hierfür umgebaut und erhält einen neuen Bahnsteig, die Bahnsteigbelegungen rücken in Richtung Empfangsgebäude. Seit 31. Januar 2022 liegt die Planfeststellung vor.[16]
- Abschnitt 3.0 zwischen Düsseldorf-Wehrhahn und Düsseldorf-Unterrath. Hier wird westlich des Bahnhofs Düsseldorf-Derendorf ein zusätzliches Gleis als Ausweichgleis für den Güterverkehr errichtet, da das bestehende Ausweichgleis des Düsseldorfer Hauptbahnhofs wegfällt. Zwischen der B1 und dem Güterbahnhof Düsseldorf-Derendorf wird die Strecke auf 110 Metern begradigt, es soll eine höhere Geschwindigkeit für Zugfahrten durch den Güterbahnhof Derendorf erreicht werden. Hier wird auch das neue elektronische Stellwerk in Düsseldorf-Unterrath errichtet, welches alle Signale und Weichen zwischen Leverkusen Chempark und Düsseldorf-Kalkum bedienen soll. Hier liegt die Planfeststellung seit dem 30. November 2020 vor.[17]
- Abschnitt 3.0a zwischen Düsseldorf-Unterrath und Düsseldorf-Kalkum. Am Fernbahnhof des Düsseldorfer Flughafens wird ein neuer Außenbahnsteig errichtet, da die Anbindung nach Duisburg um zwei Gleise erweitert werden soll. Diese zwei Gleise werden durch die bestehende freie Röhre des Flugschutzbauwerks hindurchgeführt. Da die Züge in Düsseldorf nach Linien und in Duisburg nach Richtung geordnet ein- und ausfahren, ist der Bau eines neuen Kreuzungsbauwerks im Bereich des ehemaligen Bahnhofs Kalkum notwendig, damit sich die Züge nicht behindern. Am 16. Januar 2022 lag die Planfeststellung noch nicht vor.[18]
- Abschnitt 3.1 zwischen Düsseldorf-Kalkum und Düsseldorf-Angermund. Hier werden die zwei neuen Gleise auf der Westseite der bestehenden Trasse errichtet. Verschiedene Brücken müssen hierfür angepasst werden. Der S-Bahnhof Angermund wird barrierefrei ausgebaut. Die Offenlage der Planfeststellungsunterlagen wurde am 17. November 2021 beendet. Die Einwendungsfrist endete am 17. Dezember 2021.[19]
- Abschnitt 3.2 zwischen Düsseldorf-Angermund und Duisburg-Schlenk. Bis Duisburg-Großenbaum werden zwei neue Gleise auf der Westseite der bestehenden Trasse errichtet. Zwischen Duisburg-Großenbaum und Duisburg-Buchholz liegen heute bereits 3 Strecken mit je 2 Gleisen (also sechs Gleise). Zwischen Duisburg-Buchholz und Duisburg-Schlenk wird ein zusätzliches Gleis errichtet. Verschiedene Brücken müssen hierfür angepasst werden. Der S-Bahnhalt Duisburg-Rahm wird dafür nach Westen verschoben. Am 16. Januar 2022 lag die Planfeststellung noch nicht vor.[20]
- Abschnitt 3.2a zwischen Duisburg-Schlenk und Duisburg Hauptbahnhof. Hier wird ein zusätzliches Gleis errichtet (die Strecke von Düsseldorf-Benrath bis Duisburg Hauptbahnhof hat damit zukünftig durchgängig sechs Gleise). Dabei werden die bestehenden Gleise angepasst um etwa die Einfahrt in den Duisburger Hauptbahnhof zu optimieren. Verschiedene Brücken müssen hierfür angepasst werden. Die Planfeststellung war am 16. Januar 2022 noch nicht gestartet.[21]
- Abschnitt 3.3 zwischen Duisburg Hauptbahnhof und dem Abzweig Kaiserberg. Hier werden lediglich 4 Weichenverbindungen neugebaut. Die Planfeststellung lag am 16. Januar 2022 noch nicht vor.[22]

In allen Abschnitten wird zudem der Schutz gegen Bahnlärm verbessert.

## Zugangebot
Auf gesamter Länge befahren wird die Strecke von drei Intercity-Express-Linien, drei Intercity-Linien (zumeist zweistündlich), dem Flixtrain (einzelne Züge) sowie den Regional-Express-Linien NRW-Express und Rhein-Express (beide stündlich).
Zwischen Düsseldorf und Duisburg fahren zusätzlich Rhein-Haard-Express, Rhein-Emscher-Express, Rhein-Weser-Express, Rhein-Hellweg-Express und Rhein-IJssel-Express (alle stündlich). Die Regional-Express-Linien sollen mittelfristig durch den Rhein-Ruhr-Express abgelöst werden.
Außerdem wird die Strecke auf längeren Abschnitten von den S-Bahn-Linien S 1 (zwischen Düsseldorf-Oberbilk und Duisburg Hbf), S 6 (zwischen Köln Hbf und Düsseldorf-Derendorf) und S 11 (zwischen Düsseldorf Hbf und Düsseldorf-Unterrath) der S-Bahn Rhein-Ruhr befahren, zumeist im 20-Minuten-Takt. In der Hauptverkehrszeit fährt die S 68 zwischen Langenfeld und Düsseldorf Hbf als Verstärker.

## Tarif
Von Köln bis Langenfeld liegt die Strecke im Gebiet des Verkehrsverbund Rhein-Sieg, von Langenfeld bis Duisburg im Verkehrsverbund Rhein-Ruhr. Für Fahrten zwischen Köln und Düsseldorf kommt der Tarif des VRS zur Anwendung, weitere Fahrten über die Verbundgrenze fallen unter den NRW-Tarif.